# Гаультерия шаллон
Гаульте́рия ша́ллон (лат. Gaultheria shallon), или сала́л (англ. salal [səˈlæl]), — вечнозелёное древесное растение, вид рода Гаультерия (Gaultheria) семейства Вересковые (Ericaceae).
Родина — северо-запад Северной Америки, где этот вид благодаря хорошо развитым подземным побегам образует густые заросли. Составляет основную часть подлеска в хвойных лесах. Растение интродуцировано в Европу, в некоторых странах стало опасным инвазивным видом.
Декоративное растение, ценимое за блестящие кожистые листья, длительное время после срезки сохраняющие цвет. Плоды по внешнему виду и вкусу напоминают чернику, однако, в отличие от неё, представляют собой не настоящие ягоды, а коробочки, окружённые разрастающейся и окрашивающейся чашечкой. Коренными народами Северной Америки плоды употреблялись в пищу, листья и плоды использовались в медицине.

## Ботаническое описание
Гаультерия шаллон — вечнозелёный кустарник или полукустарник, достигающий 60—200 (очень редко — до 500) см в высоту. Фанерофит по Раункиеру. Отдельные растения доживают до возраста в несколько сотен лет. Подземные побеги-столоны очень хорошо развиты, образуют обширные корневища неглубоко под землёй. В 1994 году из-под земли было извлечено цельное корневище салала общей длиной 218 м с 292 отдельными кустиками, покрывавшими площадь 29 м². Стебли крепкие, с растрескивающейся красновато-коричневой корой, часто жёстковолосистые, молодые веточки зелёные, железисто-опушённые.
Листья расположены очерёдно; кожистые, продолговато-яйцевидные, реже овальные до почти округлых, обычно не превышают 3—10 см в длину. Конец листовой пластинки обычно слабо заострённый, основание — закруглённое или сердцевидное, край — мелкозубчатый. Верхняя поверхность тёмно-зелёная, голая и блестящая, нижняя — более бледная, с заметными жилками, иногда немного волосистая. Средняя продолжительность жизни листа — 2—4 года.
Цветки обоеполые, собраны по 5—15 в пазухах листьев или на концах веточек в однобокие повислые кистевидные соцветия 7—15 см длиной, оси которых железисто-опушённые, розовато-красные. Цветоножки белые. Прицветники окрашенные, волосистые. Чашечка железисто-опушённая, красноватого цвета, отгиб длиннее трубки, разделён на треугольно-ланцетовидные доли. После увядания цветка чашечка не опадает, а разрастается, образуя подобие ягоды вокруг собственно плода. Венчик железисто-опушённый, белого или бледно-розового цвета, кувшинчатой формы, неглубоко разделённый на 5 отогнутых долей, 8,5—12,5 мм длиной. Тычинки волосистые, в количестве 10, книзу расширяющиеся, приросшие к основанию трубки венчика. Пыльники двухгнёздные, с характерными для семейства Вересковые порами, через которые происходит высыпание пыльцы. Завязь пятигнёздная и пятиребристая (редко четырёхчленная), расположенная на 10-дольчатом диске, с многочисленными семязачатками. Пестик с цилиндрическим столбиком и цельным головчатым или притупленным рыльцем.
|  |
|  |

Опыляются растения преимущественно пчёлами, мухами и колибри. Цветение в естественных условиях наблюдается с марта — мая (в зависимости от географической широты) по начало июля. Цветки образуются только у растений, возраст которых превышает 4 года. На участках со слишком густым древостоем цветки могут не появляться вовсе. Гаультерия шаллон — один из видов рода, нечасто посещаемых опылителями и, как следствие, с высокой долей самоопыления и высокой самосовместимостью.
Плоды — пятигнёздные коробочки, окружённые мясистой разрастающейся чашечкой, окрашивающейся в красноватый, сиреневатый или чёрно-синий цвет, покрытой мелким опушением, шаровидной формы, 6—10 мм в диаметре. Семена многочисленные (20—80 или более в каждой коробочке), гладкие или сетчатые, коричневые, около 1 мм в диаметре. Плодоносит гаультерия с конца июля по сентябрь — октябрь. Семена распространяются поедающими плоды птицами и млекопитающими. Установлено, что семена, прошедшие через пищеварительный тракт животного (например, медведя), прорастают лучше, чем просто высыпавшиеся из коробочек. В естественных условиях, особенно под густым древостоем, доля прорастающих семян мала, растение приспособлено к вегетативному размножению долговечными подземными столонами.
Число хромосом: 2n = 22, 44, 88.

## Фитохимия
Из листьев салала выделены флавонолы кверцетин и мирицетин, в растениях также содержатся феруловая кислота, паракумариновая кислота, кофейная кислота, синапиновая кислота, 4-гидроксибензойная кислота, протокатеховая кислота, 2,3-дигидроксибензойная кислота, сиреневая кислота, ванилиновая кислота, гентизиновая кислота.

## Ареал

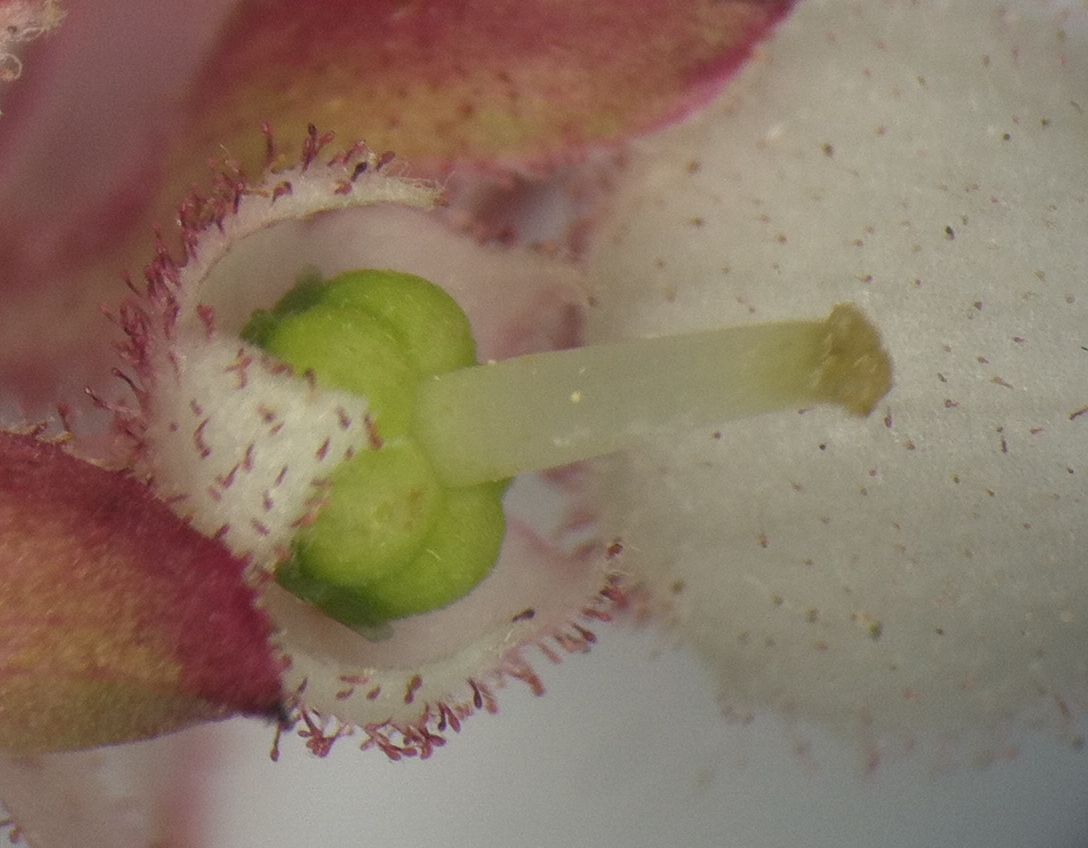
Цветок гаультерии шаллон (крупным планом, часть венчика удалена), видна завязь с пестиком в беловатой, ещё не видоизменённой чашечке

Естественный ареал гаультерии шаллон — северо-запад Северной Америки. Южная граница ареала — горы Санта-Инес в округе Санта-Барбара в южной Калифорнии. Далее на север растение встречается вдоль всего побережья штата вплоть до округа Дел-Норт. Севернее Калифорнии гаультерия шаллон известна в Орегоне и Вашингтоне, а также в Британской Колумбии и на юге Аляски. Одна из наиболее северных точек произрастания этого вида гаультерии — остров Баранова.
Гаультерия произрастает в лесах и перелесках, предпочитает влажные каменистые или песчаные почвы, нередко на прибрежных скалах, в некоторых районах заходит в горы на высоту до 1300 м. Плохо переносит понижение температуры ниже −20 °C, а также застой снега.
Гаультерия шаллон считается растением-индикатором прохладного приморского мезотермального климата и кислых, небогатых азотом почв. Древостой в таких биотопах образуют в основном различные хвойные: псевдотсуга Мензиса (Pseudotsuga menziesii), тсуга западная (Tsuga heterophylla), ель ситхинская (Picea sitchensis), сосна скрученная (Pinus contorta), туя складчатая (Thuja plicata), пихта миловидная (Abies amabilis), кипарисовик Лавсона (Chamaecyparis lawsoniana), кипарис нутканский (Cupressus nootkatensis), секвойя вечнозелёная (Sequoia sempervirens), а также литокарпус густоцветковый (Notholithocarpus densiflorus). Кодоминанты в подлеске — вакциниум яйцевидный (Vaccinium ovatum), вакциниум мелколистный (Vaccinium parvifolium), Quercus sadleriana, различные рододендроны (Rhododendron), клён завитой (Acer circinatum), холодискус разноцветный (Holodiscus discolor), магония сетчатая (Mahonia nervosa), малина великолепная (Rubus spectabilis), лещина рогатая (Corylus cornuta), ольха красная (Alnus rubra), кизил Наттолла (Cornus nuttallii), земляничное дерево Мензиса (Arbutus menziesii), умбеллюлярия калифорнийская (Umbellularia californica), Baccharis pilularis, Lupinus variicolor, ежевика медвежья (Rubus ursinus). Травяной ярус представлен папоротниками: орляк обыкновенный (Pteridium aquilinum), дербянка колосистая (Blechnum spicant), многорядник защищённый (Polystichum munitum), злаками: дантония калифорнийская (Danthonia californica), бухарник шерстистый (Holcus lanatus), а также тиареллой однолистной (Tiarella unifoliata), анафалисом жемчужным (Anaphalis margaritacea), встречаются ладьяны Corallorhiza maculata и Corallorhiza mertensiana.
В карликовых лесах с преобладанием сосны скрученной (Pinus contorta), сосны мягкоигольной (Pinus muricata) и Cupressus goveniana var. pigmaea гаультерия образует низкорослые заросли.

## Экология

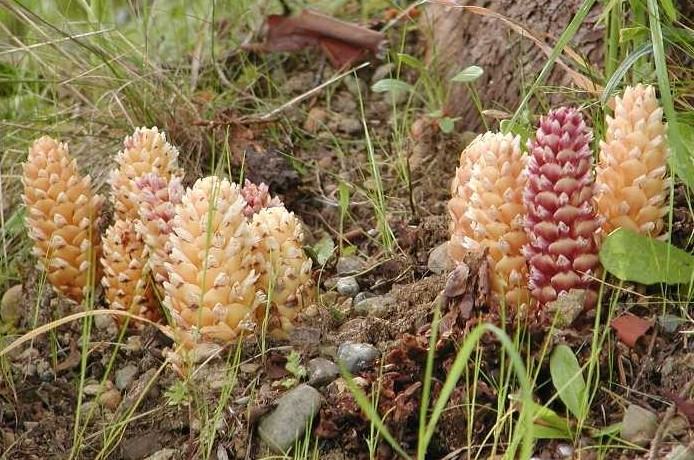
Kopsiopsis hookeri — паразит на корнях гаультерии

На корнях салала произрастает облигатный паразит семейства Заразиховые Kopsiopsis hookeri (Walp.) Govaerts, более известный под названием Boschniakia hookeri Walp.. Значительно реже он встречается на земляничнике Мензиса (Arbutus menziesii), вакциниуме яйцевидном (Vaccinium ovatum, оба эти вида были впервые описаны в той же работе Пурша и по образцам того же путешественника, что и гаультерия) и толокнянке обыкновенной (Arctostaphylos uva-ursi).
На открытых местах, а также на вырубках гаультерия часто образует заросли, препятствующие прорастанию семян и выживанию молодых хвойных деревьев и, как следствие, залесению местности. К тому же, по некоторым данным, салал обладает аллелопатическими свойствами. Из-за сильно развитой корневой системы растений использование таких сильных гербицидов, как 2,4-дихлорфеноксиуксусная кислота, гексазинон, 2,4,5-трихлорфеноксиуксусная кислота, амитрол, пиклорам и фенопроп, оказывается малоэффективным. Существенное действие оказывает лишь триклопир, однако его применение экономически невыгодно. После лесного пожара гаультерия восстанавливается очень быстро. Многие способы ручного удаления растений с местности стимулируют ещё более сильное зарастание её кустарником. Предпринимались попытки изучения возможности регулирования численности гаультерии грибками-паразитами Valdensinia heterodoxa Peyronel и Boeremia exigua (Desm.) Aveskamp et al..

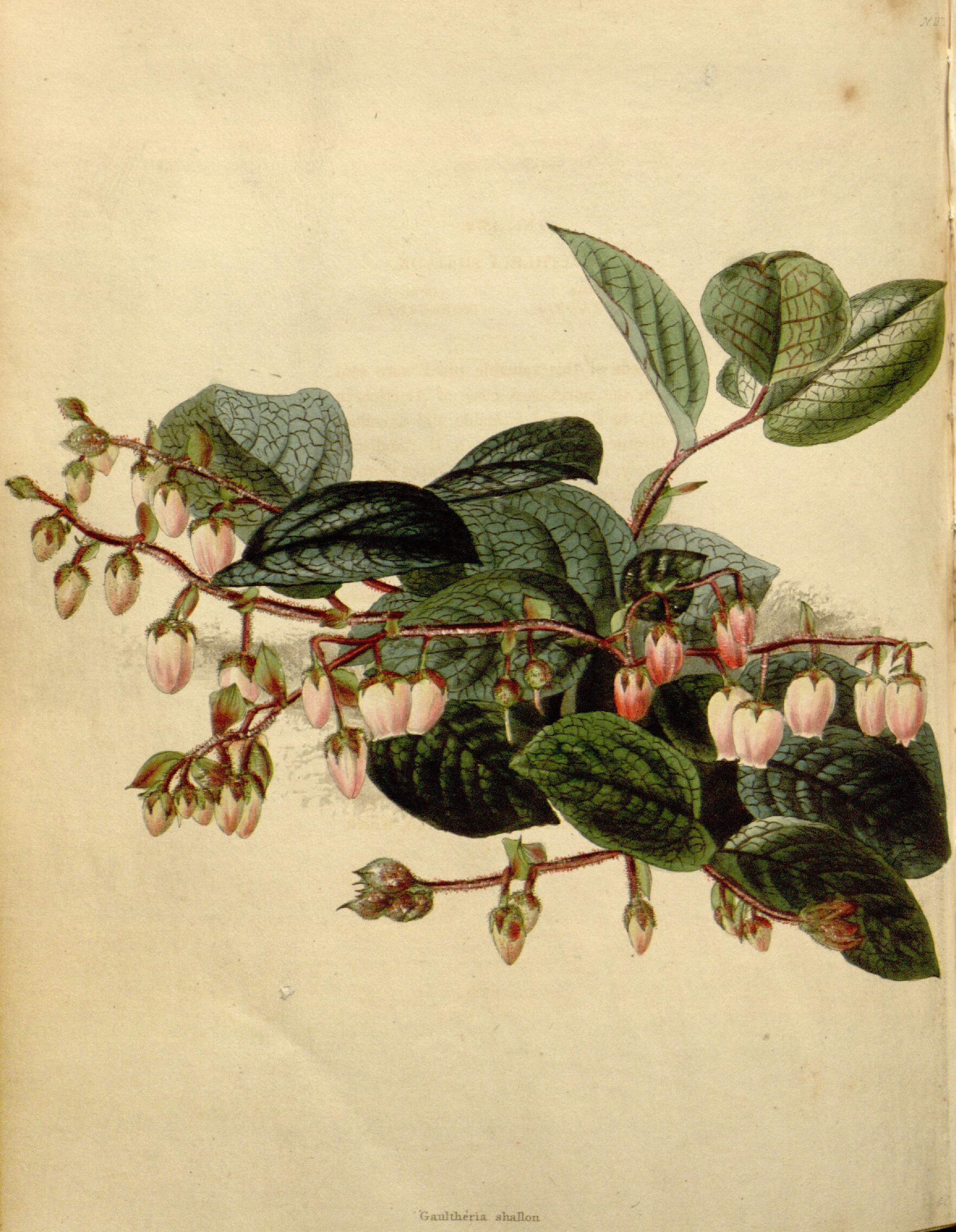
Иллюстрация гаультерии шаллон из собрания иллюстраций The Botanical Cabinet К. Лоддиджза (1828)

В Европе дикая гаультерия была впервые обнаружена в 1914 году. В настоящее время натурализовалась во Франции, является опасным инвазивным видом в Великобритании, вытесняющим местную флору. В Шотландии в 2005 году занесена в список растений, запрещённых к высаживанию в дикую природу.
Плоды гаультерии служат пищей для различных лесных животных. Из пернатой дичи ими питаются голубой тетерев, воротничковый рябчик, канадская дикуша и полосатохвостый голубь. Среди млекопитающих, поедающих листья или «ягоды» салала, — барибал, чернохвостый и канадский олени, белка Дугласа, бурундук Таунсенда и горный бобр. Листьями салала питаются гусеницы бабочки-голубянки Callophrys augustinus.
Среди патогенов гаультерии шаллон помимо Valdensinia heterodoxa и Boeremia exigua в природе наиболее часто встречаются Elsinoë ledi (Peck) Zeller и виды родов Pestalopezia, Phyllosticta, Mycosphaerella, Dasyscypha (все вызывают пятнистость листьев) и Erysiphe («мучнистая роса»). Микоризу эрикоидного типа с кустарниками образуют грибки Sarocladium strictum (W.Gams) Summerbell (представители этого рода чаще являются сапрофитами), а также множество других грибков, характерных для прочих растений семейства Вересковые, в том числе виды родов Capronia и Sebacina.
Отмершие листья гаультерии длительное время не гниют, однако через несколько лет на них появляются грибы-сапротрофы родов Phyllosticta, Marasmius, Scleroconidioma, Cladosporium, Scedosporium, Coccomyces и Acremonium.

## Использование и культивирование
Мясистые «ягоды» гаультерии обладают необычным вкусом, сравниваемым с сушёной черникой с привкусом мускуса и мяты. Наиболее приятным считается вкус плодов после вторых заморозков. Многие народы употребляли плоды в пищу в свежем виде или высушивали их для использования зимой (например, карок, помо, юки, нутка). Квакиутл использовали их для приготовления своеобразных высушенных пирожков, иногда с добавлением ягод вакциниума яйцевидного или магонии сетчатой. Свежие плоды употреблялись в пищу с рыбным соусом из тихоокеанского эвлахона. Хайда смешивали плоды салала с икрой лосося и приготовляли из них запеканки. Сушёные листья гаультерии в смеси с листьями толокнянки использовались для изготовления самокруток.
Свежие листья салала использовались индейцами для снижения аппетита, также ими натирали небольшие раны и места укусов насекомых, сушёные листья заваривались для лечения простуды, туберкулёза, расстройств желудка, в качестве слабительного.
У индейцев нитинат существовало поверье, что у пары, пожевавшей листья салала, родится наследник-мужчина.
Прибывшие на северо-запад Америки европейцы готовили из «ягод» варенье, пироги и вино. Листья гаультерии использовались для придания своеобразного привкуса рыбному супу.

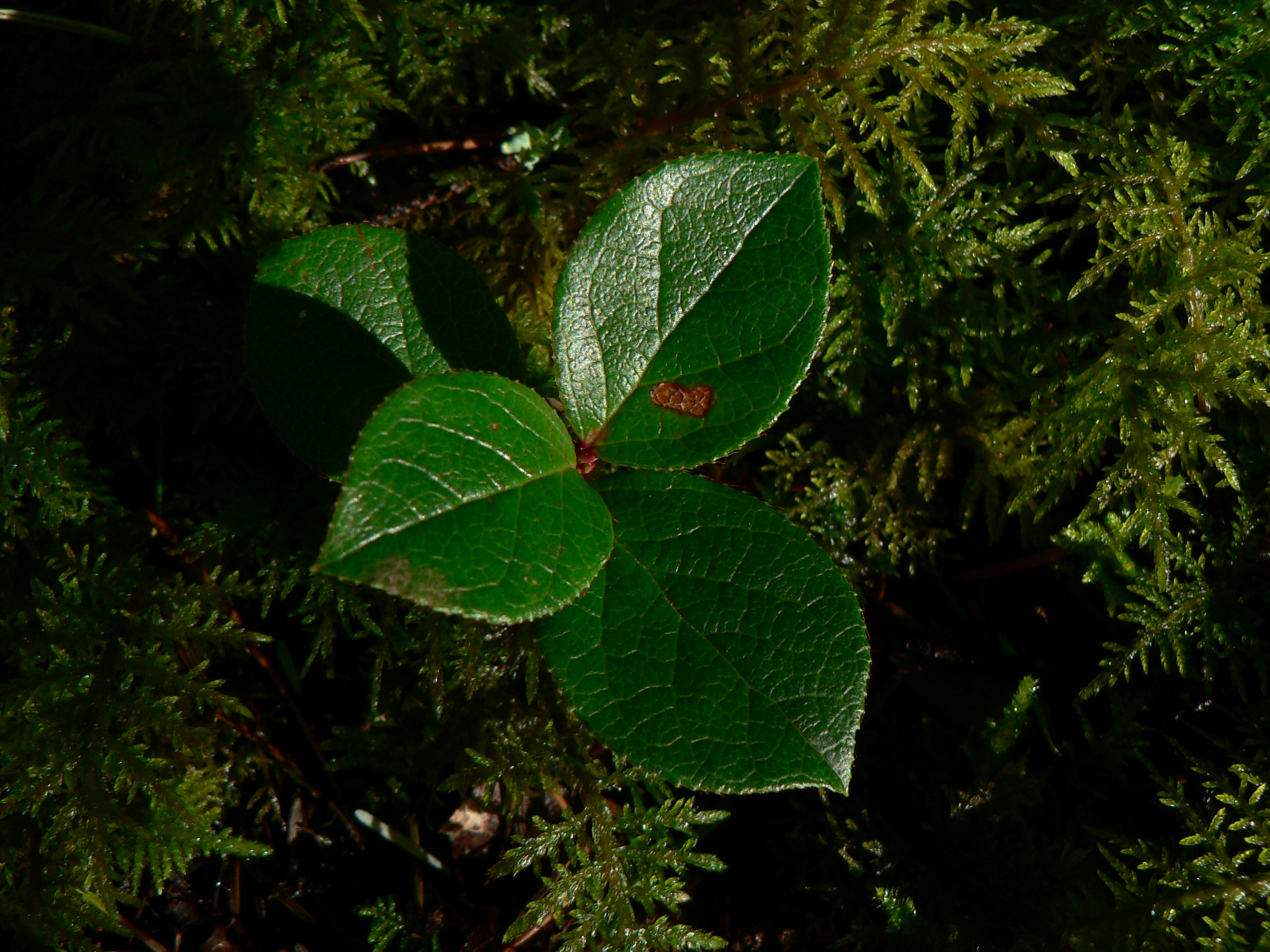
Блестящие тёмно-зелёные листья гаультерии используются в зимних букетах

Листья гаультерии блестящие, в засушенном виде очень долго сохраняют блеск и серо-зелёный цвет, часто используются в зимних букетах, в рождественских украшениях. Известны случаи незаконного промышленного сбора ветвей салала в Национальном лесе Олимпик. Ветви гаультерии продаются в цветочных магазинах во многих районах США, а также в Европе.
Кормовое значение салала для скота невелико, однако он в небольших количествах поедается овцами и козами. Наибольшее значение салал имеет на выжженных участках, где кормовые травы поедаются в первую очередь.
В 1826 году Дэвид Дуглас через Королевское садоводческое общество распространил семена гаультерии по питомникам Великобритании. Они хорошо прорастали, из них появлялись изящные вечнозелёные почвопокровные кусты. Однако в культуре гаультерия крайне редко вырастает выше 60 см. Она часто выращивается в качестве декоративного растения, в связи с чем производилась некоторая селекция растений, более подходящих для этой цели. Создано несколько межвидовых гибридов с участием гаультерии шаллон, среди которых наиболее известен Gaultheria ×wisleyensis Marchant ex D.J.Middleton, полученный в результате скрещивания её с гаультерией мелкоточечной (Gaultheria mucronata J.Rémy). В то же время специализированные сорта с улучшенным вкусом и размером плодов по состоянию на 2013 год зарегистрированы не были.

### Агротехника
Семена гаультерии шаллон прорастают в культуре достаточно хорошо — по данным одного из исследований, всходы появляются примерно из 73 % семян, собранных в текущем году. Другие исследования, однако, свидетельствуют о гораздо более низком показателе — только 27—35 %. Скарификация в тёплых регионах не требуется, при более низкой температуре она заметно ускоряет прорастание семян. Для появления всходов необходимо поддержание светового дня продолжительностью не менее 8 часов. Предпочтительна поверхностная посадка семян под стекло или просвечивающую ткань. Всходы начинают появляться через 27—45 дней, развиваются медленно, до высоты 8—13 см они могут расти 2—3 года. Росту молодых растений способствует поддержание влажности, кислотности почвы и частичного затенения.
Возможно вегетативное размножение гаультерии делением корневища, корневым или стеблевым черенкованием или отводками. Наилучшая выживаемость наблюдается у черенков, нарезанных в конце лета.
При горшечном выращивании гаультерия может поражаться оомицетом Phytophthora cinnamomi Rands, вызывающим отмирание корней.
Зимостойкость средняя (зоны морозостойкости гаультерии шаллон — от 5 до 9), при понижении температуры ниже −23 °C вымерзает. Как и другие вересковые, предпочитает умеренно кислые почвы (значения pH от 5,5 до 6,5), однако может расти и на сильно кислых почвах. Взрослые растения засухоустойчивы, несформировавшиеся требуют регулярного полива в летние месяцы.

## Таксономия

### Название и история описания
Научное название рода, Gaultheria, было дано ему шведским (финским) натуралистом Пером Кальмом в честь своего друга, французского эмигранта в Канаду и одного из первых исследователей флоры Квебека Жана-Франсуа Готье (1708—1756).

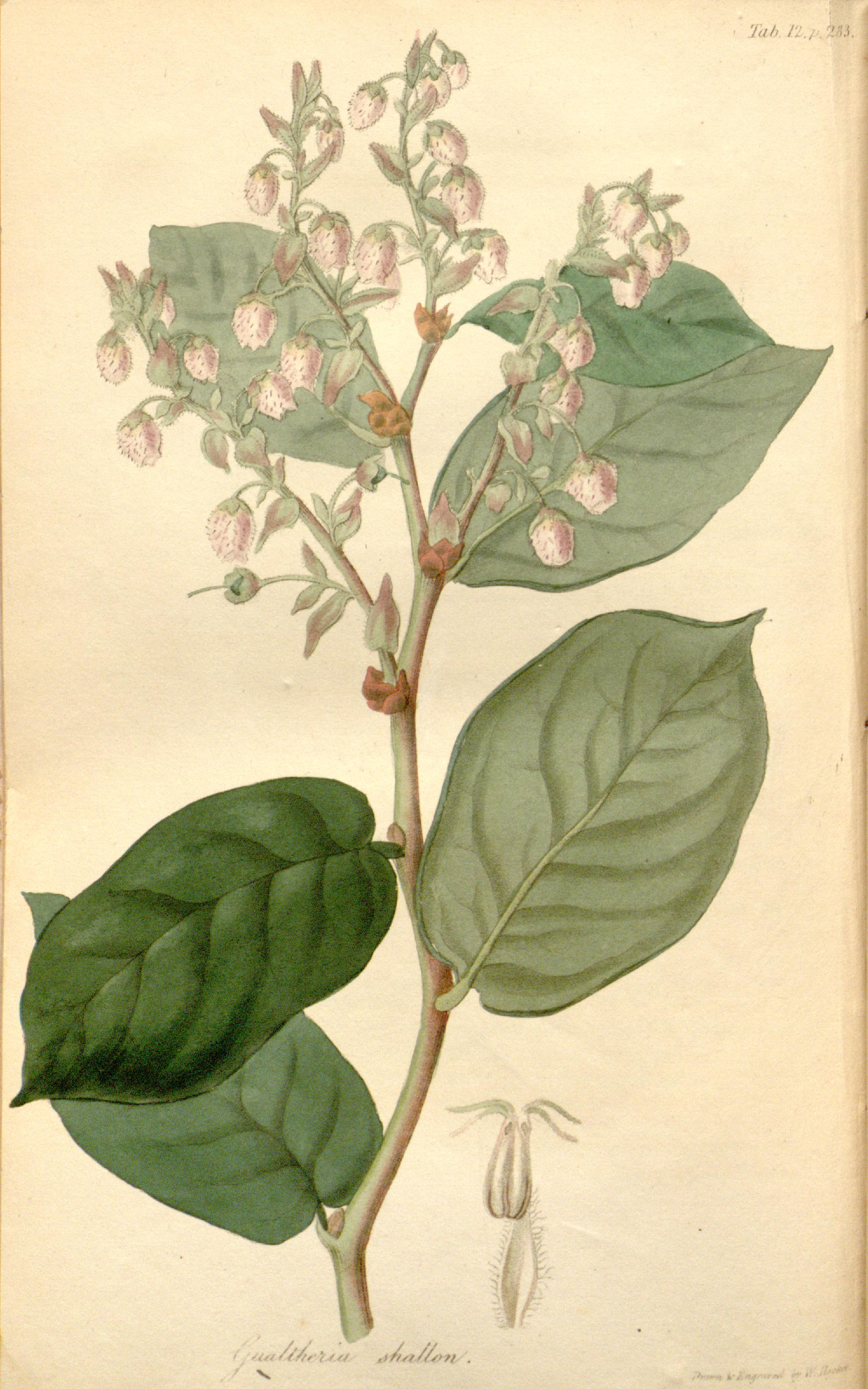
Иллюстрация Уильяма Хукера из книги Ф. Г. Пурша, в которой впервые описано это растение

Вид Гаультерия шаллон был впервые описан в декабре 1813 года немецким ботаником, эмигрировавшим в 1799 году в США, Фредериком Трауготтом Пуршем (1774—1820) в книге «Флора Северной Америки» (лат. Flora Americae Septentrionalis). Пурш писал, что поначалу колебался, к какому роду отнести этот вид — к гаультерии или к земляничнику (Arbutus). Первым растение обнаружил шотландский путешественник Арчибальд Мензис (1754—1842), однако типовой экземпляр, выбранный Пуршем, был собран Мериуэзером Льюисом во время знаменитой экспедиции Льюиса и Кларка. Место сбора голотипа вида у Пурша указано как «водопады Колумбии близ западного океана», то есть неподалёку от ныне не существующего водопада Селило в штате Вашингтон близ устья реки Колумбия. Однако впоследствии этот экземпляр был утерян, а лектотипом было выбрано растение из гербария Эйлмера Ламберта, собранное Мензисом.
Видовой эпитет, взятый Пуршем, имеет индейское происхождение. Он, по всей видимости, образован от одного из чинукских названий этого растения -klkwšala. Распространённое тривиальное название «салал» также образовано от чинукского sálal.

#### Синонимы
- Brossaea shallon (Pursh) Kuntze, 1891
- Gaultheria fruticosa Menzies, 1828
- Shallonium serrulatum Raf., 1818

### Систематическое положение
Гаультерия шаллон — один из видов Gaultheria sect. Brossaeopsis Airy Shaw. Помимо этого вида в секцию включены несколько видов из Вест-Индии и Мексики. Азиатские виды рода распределены по другим секциям. Наиболее близкие салалу филогенетически виды гаультерии произрастают в Южной Америке.
Род Гаультерия включён в трибу Гаультериевые (Gaultherieae) семейства Вересковые (Ericaceae), общим признаком которой является гаплоидный набор хромосом n = 11. В эту трибу также включены роды Chamaedaphne, Diplycosia, Eubotrys, Leucothoë (из которого иногда выделяется Eubotryoides) и Tepuia.
|  |                                   |  |                                             |                                             |                                          |  | ещё 7 подсемейств, в том числе Эриковые и Вертляницевые | ещё 7 подсемейств, в том числе Эриковые и Вертляницевые |                                      |  |  |  | ещё 5—6 родов, в том числе Леукотоэ                                                | ещё 5—6 родов, в том числе Леукотоэ        |  |  |
|  |                                   |  |                                             |                                             |                                          |  | ещё 7 подсемейств, в том числе Эриковые и Вертляницевые | ещё 7 подсемейств, в том числе Эриковые и Вертляницевые |                                      |  |  |  | ещё 5—6 родов, в том числе Леукотоэ                                                | ещё 5—6 родов, в том числе Леукотоэ        |  |  |
|  |                                   |  |                                             | семейство Вересковые (Ericaceae)            |                                          |  |                                                         |                                                         | триба Гаультериевые (Gaultherieae)   |  |  |  |                                                                                    | вид Гаультерия шаллон (Gaultheria shallon) |  |  |
|  |                                   |  |                                             | семейство Вересковые (Ericaceae)            |                                          |  |                                                         |                                                         | триба Гаультериевые (Gaultherieae)   |  |  |  |                                                                                    | вид Гаультерия шаллон (Gaultheria shallon) |  |  |
|  | порядок Верескоцветные (Ericales) |  |                                             |                                             | подсемейство Вакциниевые (Vaccinioideae) |  |                                                         |                                                         | род Гаультерия (Gaultheria)          |  |  |  |                                                                                    |                                            |  |  |
|  | порядок Верескоцветные (Ericales) |  |                                             |                                             |                                          |  |                                                         |                                                         |                                      |  |  |  |                                                                                    |                                            |  |  |
|  |                                   |  | ещё 21 семейство (согласно Системе APG III) | ещё 21 семейство (согласно Системе APG III) |                                          |  |                                                         | ещё 4 трибы, в том числе Вакциниевые                    | ещё 4 трибы, в том числе Вакциниевые |  |  |  | ещё около 140 видов, типовой вид рода — Гаультерия лежачая (Gaultheria procumbens) |                                            |  |  |
|  |                                   |  |                                             | ещё 21 семейство (согласно Системе APG III) |                                          |  |                                                         |                                                         | ещё 4 трибы, в том числе Вакциниевые |  |  |  |                                                                                    |                                            |  |  |